# 庫亞尼夫卡
51°4′11″N 34°12′19″E / 51.06972°N 34.20528°E
庫亞尼夫卡（烏克蘭語：Куянівка）是位於烏克蘭東北部的村莊，由蘇梅州蘇梅區的比洛皮利亞市鎮負責管轄。該村處於莫斯卡伦基附近，距離新彼得里夫卡1公里，海拔高度164米，2001年人口1,063。